# Tension II
A Tension II az ausztrál énekesnő-dalszerző Kylie Minogue tizenhetedik stúdióalbuma, amelyet a BMG Rights Management és a Darenote kiadó közösen jelentettek meg különféle fizikai formátumban 2024. október 18-án. Az album a tizenhatodik, Tension folytatásaként jelent meg. Az album első kimásolt kislemeze a Lights Camera Action 2024. szeptember 27-én jelent meg. Az album megjelenése lőtt megjelent a My Oh My Bebe Rexha-val, és Tove Lo énekesnővel, valamint a Dance Alone Sia-val, a Midnight Ride Orville Peckkel, és Diploval, illetve az Edge of Saturday Night The Blessed Madonnával.
A "Lights Camera Action" volt az album vezető kislemeze, és 2024. szeptember 27-én jelent meg. Minogue elindul a Tension Tour turnén, mely mind a "Tension II és annak elődjét népszerűsíti. A turné 2025. február 15-én indul Perth-ben, majd Ausztráliába látogat. Ezután következik Ázsia, majd visszatér Európába, és az Egyesült Királyságban is fellép. Ezek után Észak-Amerikában és Dél-Amerikában turnézik. Ez lesz az első koncertturnéja 2019 nyara óta, és az első show-sorozat a Las Vegas-i koncertrezidenciája a More Than Just a Residency óta.

## Előzmények és összetétel
2023. szeptember 22-én Minogue a 2020-as Disco után kiadta a Tension című 16. stúdióalbumát. Az album megjelenésekor egyetemes elismerést kapott a zenekritikusoktól, produkciós minősége, valamint Minogue személyisége és az albumon keresztül nyújtott teljesítménye miatt. Számos kiadvány pedig az év egyik legjobb lemezének és Minogue eddigi legjobb műveinek nevezte. Kereskedelmileg az album sikeres volt, és első helyet ért el különböző slágerlistákon Ausztráliában, Belgiumban, Írországban, Skóciában, az Egyesült Királyságban és az Egyesült Államokban is. Az album népszerűsítésére három kislemezt jelentettek meg az albumról, köztük a Padam Padam címűt. A dalok mind kritikai és mind kereskedelmi szempontból sikeresek voltak, vírusszenzációval, és kulturális jelentőséggel bírtak. 2024 januárjában a Variety arról számolt be, hogy a "Tension"-t "újracsomagolják" és még ebben az évben kiadják. A következő hónapban Minogue a 66. Grammy-díjátadón adott interjúban utalt arra, hogy új zenén dolgozik, ahol ezúttal a második Grammy-díjat kapta a "Padam Padam" című dalért, mint a legjobb poptácfelvétel.
2024 elején Minogue számos dalon közreműködött, köztük a "Dance Alone" című dalban Sia-val, valamint a "Midnight Ride" című dalban a dél-afrikai Orville Peck-kel, és Diplo amerikai producerrel. Júliusban Minogue megerősítette, hogy új zenén dolgozik, és szó volt egy esetleges visszatérésről az Egyesült Királyságba. Július 8-án Minogue új zenét mutatott a "MOM" betűszóval, amelyről kiderült, hogy a "My Oh My" című dal, melyet Bebe Rexha amerikai énekesnővel, és a Tove Lo svéd énekesnővel közösen vett fel. Később megjelent az Edge of Saturday Night című felvétel a brit-amerikai The Blessed Madonnával. Minogue szeptember 18-án közzétett egy bejelentést a közelgő albummal kapcsolatban, majd egy nappal később fel is fedte azt, valamint az album vezető kislemezét a "Lights Camera Action" című dalt, és a Tension Tour-t is bejelentette. Az album az elődjének a folytatása, amely nagy energiájú, és elektronikusabb hangzásvilággal rendelkezik, tele "táncparketthimnuszokkal".

## Megjelenés
Az album 2024. október 18-án jelent meg a BMG és Darenote kiadásában. Az album 13 dalt tartalmaz, melyek közül négy korábban már megjelent, valamint kilenc kiadatlan dalt. Az album különféle fizikai formátumokban lesz elérhető Minogue hivatalos webáruházán keresztül, beleértve a 12 oldalas füzetet tartalmazó digi sleeve-t, és egy átlátszó, valamint egy tűrkiz színű gatefold borítós bakelitet, egy korall színű kazettát. A korai csomagok aláírt alkotásokkal kerülnek forgalomba. A szabványos számlista eltér a bakelit és kazettás verzióktól, kisebb változtatásokkal a dalok elhelyezésében.

## Promóció

### Kislemezek és egyéb megjelenések

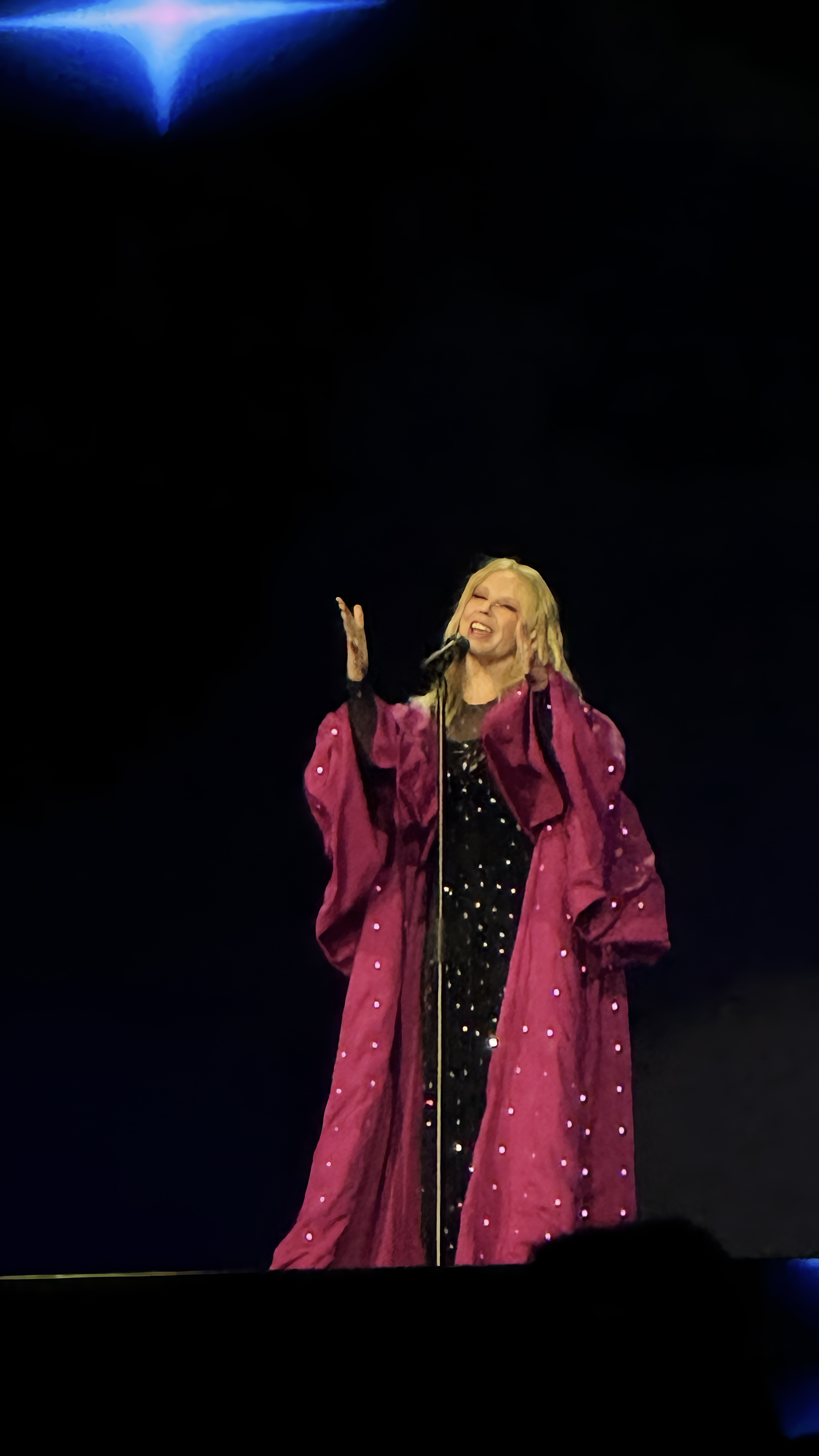
Kylie Minogue előadás közben szeptember 7-én a budapesti Sziget Fesztiválon

A bejelentés előtt négy dalt adtak ki az albumról önálló kislemezként. A "Dance Alone" Siával közösen Minogue More Than Just a Residency című műsorában mutatkozott be, mely az Atlantic Recordsnál jelent meg 2024. február 7-én. A megjelenés után a dal vegyes kritikákat kapott. Egyes kritikusok dicsérték Minogue közreműködését a dalban, mások pedig kritizálták Minogue "Tension" című albumához hasonlítva annak hangzását. Úgy gondoltál, hogy Sia alacsonyabb rendű Minogue közreműködésénél. Kereskedelmi szempontból a dal első helyezést ért el Ausztráliában, Horvátországban, Magyarországon, Lettországban, Litvániában, és az Egyesült Államokban. A dalhoz tartozó videót Sia YouTube csatornáján mutatták be. A "Midnight Ride" című dalt Peck és Diplo-val közösen, június 7-én jelentette meg a Warner Music. Zeneileg a country és diszkó zene kereszteződése, mely Minogue és Peck jellegzetes énekét tartalmazza. Kereskedelmi szempontból a dal a 34. helyezést érte el Új-Zélandon, és a 7. volt az Egyesült Királyság kislemezletöltési listáján. A dalt jelölték a The Crossover Song of 2024 valamint a 2024-es People's Choice Country díjkiosztón.
Július 11-én megjelent a My Oh My című dal Bebe Rexha-val, és Tove Lo-val digitális, streaming és fizikai formátumban is. Ez volt Minogue második közös munkája Lo-val. Az első a "Really Don't Like U" volt 2019-ben. Valamint az első közös munka Rexha-val. A dal pozitív visszajelzést kapott a kritikusoktól a nyári hangulata miatt. Kereskedelmi szempontból felkerült a slágerlistákra Ausztráliában, Észtországban, Új-Zélandon, az Egyesült Királyságban, és az Egyesült Államokban. A dalhoz tartozó klipet augusztus 9-én mutatták be, melyet a brentfordi Syon House-ban forgatták, mely a Duke of Northumberland nemesi címet viseli. Az Edge of Saturday Night című dal The Blessed Madonnával augusztus 14-én jelent meg a Warner és a Margeverse kiadásában. Eredetileg 2020-ban már felvetődött a közös munka, azonban Minogue énekét csak később vették fel. Kereskedelmileg a dal felkerült az Új-Zélandi, az Egyesült Királyság-beli kislemezlistákra. A dalhoz tartozó klip augusztus 23-án jelent meg, melyben mindkét énekes látszik, amint egy buliban vesznek részt.

## Tension Turné
Minogue először 2024 júliusában egy interjúban említette a turnét, amikor megerősítette, hogy visszatérhet szülőhazájába, Ausztráliába és az Egyesült Királyságba is. Minogue szeptember 20-án jelentette be a Tension turnét, ugyanazon a napon, amikor a "Tension II" című albumot is, valamint a "Lights Camera Action" című dalt. Ez lesz az első koncertturnéja 2019 nyara óta, valamint az első show-sorozat a More Than Just a Residency óta.

## Kritikák
| Értékelések          |           |
| Értékelő             | Értékelés |
| Metacritic           | 81/100    |
| AllMusic             | 3.5/5     |
| Clash                | 7/10      |
| Classic Pop          | [ 62 ]    |
| The Independent      | 5/5       |
| The Irish Times      | 4/5       |
| The Line of Best Fit | 9/10      |
| NME                  | [ 64 ]    |
| The Irish Times      | 3.5/5     |
| The Daily Telegraph  | [ 65 ]    |
| The Times            | [ 66 ]    |

A megjelenés előtt a Classic Pop John Earls négy csillagot adott az albumra. Earls dicsérte az album hangzását és az új dalokat, valamint kijelentette, hogy "méltóak a teljes Kylie blingre". Earls kritikusan kritizálta az együttműködéseket, és azt állította, hogy ez az egyetlen "kitöltés" a "Tension II"-hez, az Edge of Saturday Night kivételével.
A "Tension II" kritikai elismerést kapott a zenekritikusoktól. A Metacritic, amely a publikációk értékelései alapján súlyozott átlagot ad meg, hat értékelés alapján 100-ból 81 pontot adott az albumra, ami "egyetemes elismerést" jelent számára. A megjelenés hetében a Rolling Stone UK az albumot a legjobbak közé sorolta, míg a The Times 2024 legjobb albumai között tartja számon.
Ky Stewart a Junkee-tól Minogue egyik legjobb albumának, és "Kylie popzenei örökségének megszilárdításának" nevezte. Stewart mindvégig dicsérte a lemez táncolhatóságát, és Minogue hozzáállását, "hangosabbnak, szexisebbnek, és bocsánatkérőbbnek" nevezve azt. Helen Brown. a The Independent munkatársa öt csillagot adott az albumnak, melyet "merészebbnek, keményebbnek, és találékonyabbnak nevezett, mint elődjét a Tension-t. Továbbá dicsérte Minogue teljesítményét, és a legtöbb dalt is, a My Oh My kivételével, amelyet Brown "feledhetőnek" nevezett. Claire Dunton a The Music munkatársa a Lights Camera Action-t és a "Taboo" című dalokat nevezte kiemelkedőnek, mondván, hogy a lemez ugyanaz a szórakoztató, dopamin-átadó élményt nyújtja, mint az összes albuma. Will Hodgkinson a The Time munkatársa úgy nyilatkozott, hogy "szoros, fegyelmezett popdiszkó, mely tele van vonzeerővel, és lázas csúcspontokkal" a megfelelő helyeken. Ed Powers szerkesztő dicsérte az együttműködéseket, kiemelve a Midnight Ride és a "Hello" című dalokat. Puah Ziwei az NME munkatársa megjegyezte, hogy a "lemezen minden klasszikus megtalálható, így Kylie a legjobb, miközben a "Hello" és a "Diamonds" című dalokat emelte ki a lemez hibáiként.
Quentin Harrison a The Line of Best Fit munkatársa méltatta az albumot, mondván éles mestersége megerősíti Minogue világát, amiért olyan szerencsések vagyunk, hogy benne élhetünk. Alim Kheraj az Attitude című magazintól úgy írta le az albumot, mint "dicsőséges győzelmi kört, amely felülmúlja elődjét". Lauren Murphy a The Irish Times munkatársa a dalok "szívós gyűjteményeként" írta le az albumot, és bár külön írta le a közös együttműködéseket, Murphy úgy érezte, hogy ezek szerepeltetése felesleges volt. Ludovic Hunger-Tinley (Financial Times) úgy vélte, hogy a "Tension II" sokkal jobban ragaszkodik Minogue védjegyéhez, mint korábbi lemeze, kiemelve a "Taboo" című dalt, míg a "Midnight Ride"-t egy "buta utazásnak", a "Dance Alone"-t pedig "vacak utazásnak" nevezte. Neil Z. Young (AllMusic) dicsérte az album táncolhatóságát, mondván, "ellenállhatatlan tánchimnuszokat" kínál, de ő inkább a Disco és a "Tension" albumok hangzásának azonnali vágásait preferálta. John Earls a Classic Pop-tól négy csillaggal jutalmazta az albumot. Earls méltatta az album hangzását, és az új dalokat, és kijelentette, hogy "méltóak a teljes Kylie blingre". Earls kritizálta az együttműködési erőfeszítéseket, és azt állította, hogy az egyetlen "kitöltés" az albumról az "Edge of Saturday Night" című dal. Robin Murray (Clash) "vintage Kylie"-nak nevezte az albumot, és számos dalt dicsért. Murray azonban úgy érezte, hogy ez "beágyazódott Kylie előkelő pop hajlamaiba", és a néhol kissé karcsúsítja a projektet, példaként a "Hello" és a "Dance to the Music" című dalokat említette.
Talia M. Wilson (Riff) méltatta a lemez "energiás és szórakoztató" természetét, de úgy vélte, hogy az anyag túlságosan hasonlít a Padam Padam hangzására, és azt írta, hogy felesleges ötletelés volt. Alexa Camp (Slant Magazin) legszégyentelenebb dance-pop dalgyűjteményének nevezte a 2010-es Aphrodite albuma óta. Camp azonban kritikusan értékelte az együttműködéseket, az "Edge of Saturday Night" kivételével, és úgy vélte, hogy ezek felvételei, valamint a "Dance to the Music" megakadályozta, hogy az album erősebb legyen, mint elődje. Joe Muggs a The Arts Desk munkatársa dicsérte az Edge of Saturday Night és "Good as Gone" című dalokat, és örült Minogue kitartásának az egész album során, de megkérdőjelezte, mint a "Tension" folytatását, annak egyszerű táncos hangzását, és azt feltételezte, hogy "milyen az igazi érett Kylie album [...] úgy hangzik, mint? Pip Ellewood-Hughes az Entertainment Focus-tól kritikusabb volt, mivel az anyag nagy része túlságosan hasonlít Minogue korábbi albumaihoz, mint például a "Tension" és a "Disco" albumokhoz, és úgy vélte, hogy hiányzik a kohézió, és nem volt jól átgondolva. A Kronen Zeitunk vegyes értékelést adott az albumról. Bár a kritika "Tension II"-t egy "szilárd popalbum"-nak nevezte, de úgy érezték, hgoy alacsonyabb mint a "Tension" arra hivatkozva, hogy hiányzik a fülbemászó anyag, és a "homogén" keverék. Shaad D'Shouza a The Observer munkatársa kritikus volt, és azt írta, hogy bár néha "szikrázó és örömteli" mégsem tudja újrateremteni korábbi csúcsait. Ehelyett a "Padam Padam" – névtelenül, kalapácsos animációs ötleteinek megismétlését választotta. "Finom eurotrash ütemek, öntudatos kísérletek, mindaddig, amik ezek az ötletek el nem kopnak".

## Számlista
| Tension II – CD és digitális letöltés számlista | Tension II – CD és digitális letöltés számlista        | Tension II – CD és digitális letöltés számlista | Tension II – CD és digitális letöltés számlista | Tension II – CD és digitális letöltés számlista | Tension II – CD és digitális letöltés számlista | Tension II – CD és digitális letöltés számlista | Tension II – CD és digitális letöltés számlista | Tension II – CD és digitális letöltés számlista | Tension II – CD és digitális letöltés számlista |
| #                                               | Cím                                                    | Producer(ek)                                    | Hossz                                           |                                                 |                                                 |                                                 |                                                 |                                                 |                                                 |
| ----------------------------------------------- | ------------------------------------------------------ | ----------------------------------------------- | ----------------------------------------------- | ----------------------------------------------- | ----------------------------------------------- | ----------------------------------------------- | ----------------------------------------------- | ----------------------------------------------- | ----------------------------------------------- |
| 1.                                              | Lights Camera Action                                   |                                                 | 2:42                                            |                                                 |                                                 |                                                 |                                                 |                                                 |                                                 |
| 2.                                              | Taboo                                                  |                                                 | 2:48                                            |                                                 |                                                 |                                                 |                                                 |                                                 |                                                 |
| 3.                                              | Someone for Me                                         |                                                 | 2:34                                            |                                                 |                                                 |                                                 |                                                 |                                                 |                                                 |
| 4.                                              | Good as Gone                                           |                                                 | 3:09                                            |                                                 |                                                 |                                                 |                                                 |                                                 |                                                 |
| 5.                                              | Kiss Bang Bang                                         |                                                 | 2:27                                            |                                                 |                                                 |                                                 |                                                 |                                                 |                                                 |
| 6.                                              | Diamonds                                               |                                                 | 2:42                                            |                                                 |                                                 |                                                 |                                                 |                                                 |                                                 |
| 7.                                              | Hello                                                  |                                                 | 2:44                                            |                                                 |                                                 |                                                 |                                                 |                                                 |                                                 |
| 8.                                              | Dance to the Music                                     |                                                 | 2:31                                            |                                                 |                                                 |                                                 |                                                 |                                                 |                                                 |
| 9.                                              | Shoulda Left Ya                                        |                                                 | 2:20                                            |                                                 |                                                 |                                                 |                                                 |                                                 |                                                 |
| 10.                                             | Edge of Saturday Night (The Blessed Madonna-val)       | The Blessed Madonna Dance System Pat Alvarez    | 3:26                                            |                                                 |                                                 |                                                 |                                                 |                                                 |                                                 |
| 11.                                             | My Oh My (Bebe Rexha-val és Tove Lo-val)               | Mac                                             | 3:01                                            |                                                 |                                                 |                                                 |                                                 |                                                 |                                                 |
| 12.                                             | Midnight Ride (Orville Peck és Diplo közreműködésével) | Diplo Peck Stracey Picard Brothers              | 3:31                                            |                                                 |                                                 |                                                 |                                                 |                                                 |                                                 |
| 13.                                             | Dance Alone (Sia-val)                                  | Shatkin Jim-E Stack                             | 2:52                                            |                                                 |                                                 |                                                 |                                                 |                                                 |                                                 |
| 36:47                                           |                                                        |                                                 |                                                 |                                                 |                                                 |                                                 |                                                 |                                                 |                                                 |

| Tension II – bakelit és kazetta számlista | Tension II – bakelit és kazetta számlista         | Tension II – bakelit és kazetta számlista | Tension II – bakelit és kazetta számlista | Tension II – bakelit és kazetta számlista | Tension II – bakelit és kazetta számlista | Tension II – bakelit és kazetta számlista | Tension II – bakelit és kazetta számlista | Tension II – bakelit és kazetta számlista | Tension II – bakelit és kazetta számlista |
| #                                         | Cím                                               | Producer(ek)                              | Hossz                                     |                                           |                                           |                                           |                                           |                                           |                                           |
| ----------------------------------------- | ------------------------------------------------- | ----------------------------------------- | ----------------------------------------- | ----------------------------------------- | ----------------------------------------- | ----------------------------------------- | ----------------------------------------- | ----------------------------------------- | ----------------------------------------- |
| 1.                                        | My Oh My (with Bebe Rexha and Tove Lo)            | Mac                                       | 3:01                                      |                                           |                                           |                                           |                                           |                                           |                                           |
| 2.                                        | Lights Camera Action                              |                                           | 2:42                                      |                                           |                                           |                                           |                                           |                                           |                                           |
| 3.                                        | Taboo                                             |                                           | 2:48                                      |                                           |                                           |                                           |                                           |                                           |                                           |
| 4.                                        | Someone for Me                                    |                                           | 2:34                                      |                                           |                                           |                                           |                                           |                                           |                                           |
| 5.                                        | Good as Gone                                      |                                           | 3:09                                      |                                           |                                           |                                           |                                           |                                           |                                           |
| 6.                                        | Edge of Saturday Night (with the Blessed Madonna) | The Blessed Madonna Dance System Alvarez  | 3:26                                      |                                           |                                           |                                           |                                           |                                           |                                           |
| 7.                                        | Midnight Ride (with Orville Peck and Diplo)       | Diplo Peck Stracey Picard Brothers        | 3:31                                      |                                           |                                           |                                           |                                           |                                           |                                           |
| 8.                                        | Kiss Bang Bang                                    |                                           | 2:27                                      |                                           |                                           |                                           |                                           |                                           |                                           |
| 9.                                        | Diamonds                                          |                                           | 2:42                                      |                                           |                                           |                                           |                                           |                                           |                                           |
| 10.                                       | Hello                                             |                                           | 2:44                                      |                                           |                                           |                                           |                                           |                                           |                                           |
| 11.                                       | Dance to the Music                                |                                           | 2:31                                      |                                           |                                           |                                           |                                           |                                           |                                           |
| 12.                                       | Shoulda Left Ya                                   |                                           | 2:20                                      |                                           |                                           |                                           |                                           |                                           |                                           |
| 13.                                       | Dance Alone (with Sia)                            | Shatkin Jim E-Stack                       | 2:52                                      |                                           |                                           |                                           |                                           |                                           |                                           |
| 36:47                                     |                                                   |                                           |                                           |                                           |                                           |                                           |                                           |                                           |                                           |

## Megjelenések
| Ország    | Dátum             | Formátum                                      | Változat | Label        | Ref.   |
| --------- | ----------------- | --------------------------------------------- | -------- | ------------ | ------ |
| Különböző | 2024. október 18. | CD · LP · MC · Digitális letöltés · Streaming | Standard | Darenote BMG | [ 72 ] |